# Беатриса Французская
Беатриса Французская, также известна как Беатриса Парижская (ок. 938 — 23 сентября 1003) — герцогиня Верхней Лотарингии, супруга Фридриха I, герцога Верхней Лотарингии. Регент Верхней Лотарингии в период малолетства её сына Тьерри I.

## Жизнь
Беатриса Французская была дочерью Гуго Великого и его третьей жены Гедвиги Саксонской; она была сестрой Гуго Капета и племянницей Оттона I Великого.
В 954 году вышла замуж за Фридриха I, герцога Верхней Лотарингии (910/915—978), с которым имела пятерых детей:
- Генрих (955—972/978)
- Тьерри (Дитрих) I (ок. 965—1026) — граф Бара и герцог Верхней Лотарингии с 984 года[3]
- Адальберон II (умер в 1005) — епископ Вердена в 984 году, епископ Меца с 984 года
- Годфрид
- дочь; замужем за Бертольдом I Рейсенбургским (ок. 935 — ок. 999), граф Гайзенфельда, пфальцграф Баварии

После смерти мужа, в 978 году, Беатриса правила Верхней Лотарингией как регент своего сына Тьерри I до 980 года . В 983 году она посетила двор Оттона II в Вероне.